# Конюшня

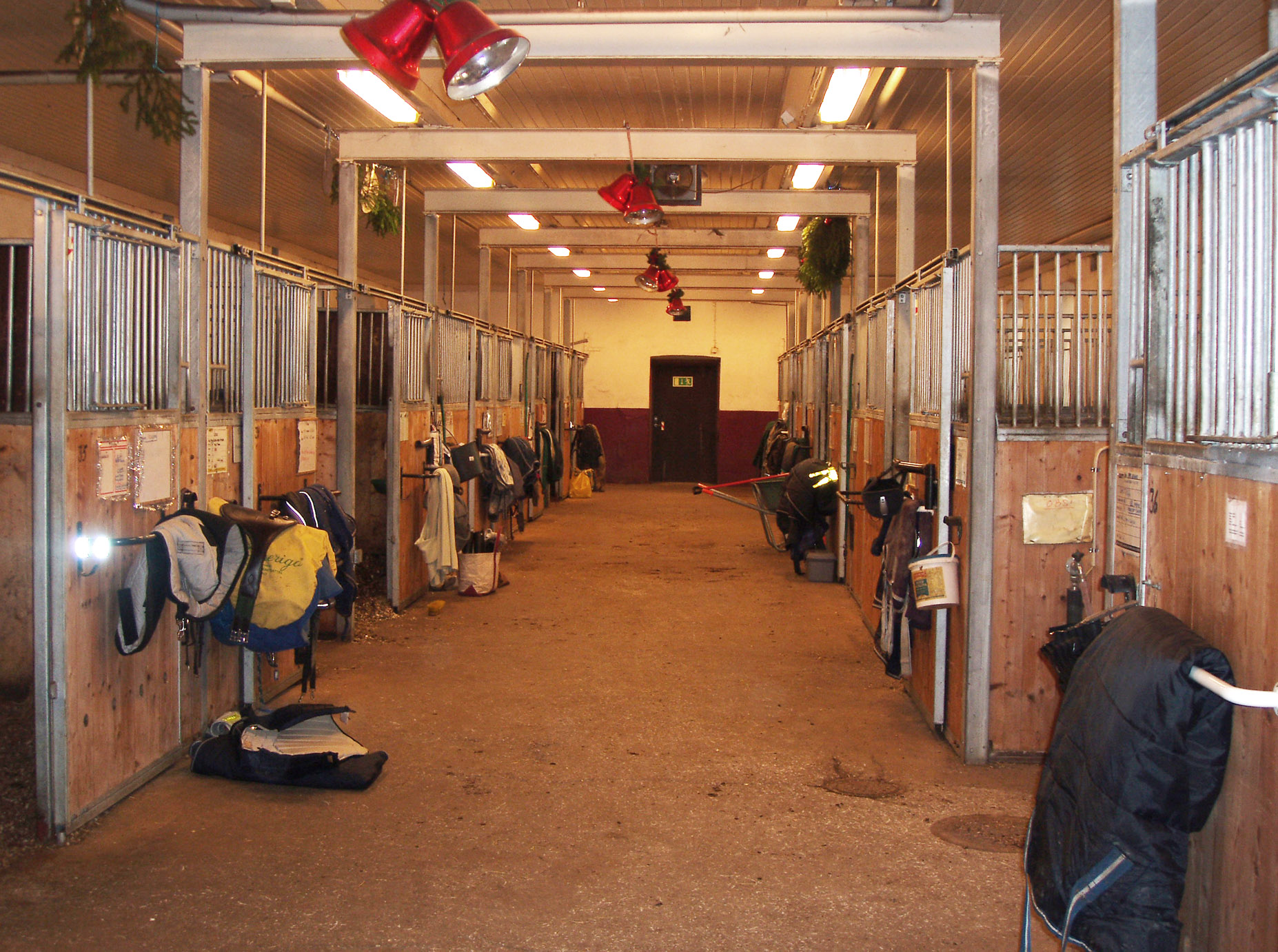
Конюшня изнутри

Коню́шня — помещение для содержания лошадей, обычно представляет собой постройку, разделённую на индивидуальные для каждой лошади секции, которые называются денниками и стойлами. Старинное название — стайня.

## Состав

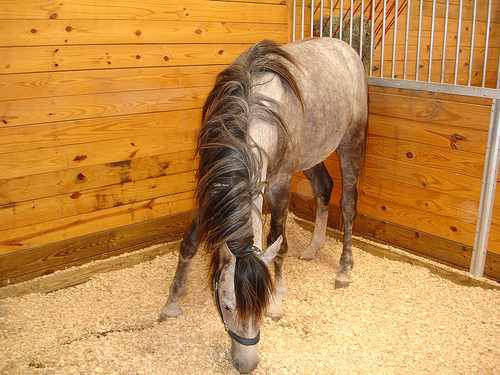
Лошадь в деннике

Конюшня может состоять из следующих помещений:
- фуражная;
- инвентарная;
- амуничник (сбруйная);
- помещение для дежурных;
- площадка для резервуара с водой (кубовая) при отсутствии водопровода;
- комната для апробации семени жеребцов (при отсутствии пункта искусственного осеменения);
- помещение для мойки лошадей;
- помещение с солярием для лошадей.

## Знаменитые здания конюшен
- Найденные археологами конюшни царя Ахава в израильском городе Мегиддо (IX век до н. э.).
- «Конюшни Соломона», Иерусалим — система подземных арочных перекрытий, укрепляющая искусственную насыпь Храмовой Горы (под мечетью ал-Акса).
- «Большие конюшни» (Grandes Écuries) принца Конде в Шантийи, построенные французским архитектором Жаном Обером в 1719—1740 годах на 500 голов. Сейчас — музей конного спорта.
- Конюшни в Гайд-парке на Роттен Роу (Hyde Park Stables) — одна из достопримечательностей Лондона.
- Таврический дворец светлейшего князя Потёмкина. После смерти Екатерины II ненавидевший её память император Павел I отдал здание Конногвардейском полку. В роскошных залах устроили конюшни.
- Авгиевы конюшни: легенда гласит, что у царя Авгия конюшни были не чищены 30 лет, после чего Геракл, направленный к царю по повелению Еврисфея, вычистил эти конюшни за один день, направив в них реку.
- Конезавод дю Пен (фр. Le Haras-du-Pin), построенный в начале XVIII века по приказу Людовика XIV в местечке Пен-о-Ара (фр. Le Pin-au-Haras). План «Версаля для лошадей», как иногда с любовью называют этот комплекс общей площадью в 1200 гектаров, был нарисован автором версальского парка Ленотром.